# Бриллиантов, Иван Иванович
Ива́н Ива́нович Бриллиа́нтов (1870, Новгородская губерния — 1930-е) — русский краевед и богослов.

## Биография
Родился в 1870 году в Цыпино Кирилловского уезда Новгородской губернии (ныне Кирилловский район Вологодской области). Сын священника Цыпинского погоста Ивана Михайловича Бриллиантова. Младший брат историка церкви, члена-корреспондента Российской академии наук Александра Ивановича Бриллиантова (1867—1933).

## До Октябрьской революции
Учился в Кирилловском духовном училище] (1884—1885), затем в Новгородской семинарии (1885—1891) и в Санкт-Петербургской духовной академии (1891—1894), которую окончил со степенью кандидата богословия.
В 1895—1906 годах работал на кафедре общецерковной истории Санкт-Петербургской духовной академии; был помощником инспектора академии. С 1897 по 1915 годы — в Санкт-Петербургском Исидоровском епархиальном женском училище: вначале преподавателем арифметики, а с 1906 года — истории и географии. С сентября 1915 года — преподаватель латинского языка в Александро-Невском Антониевском духовном училище. Написал ряд статей для Православной богословской энциклопедии.

## В советское время
Вскоре после Октябрьской революции навсегда переехал в Цыпино. В 1919 году был избран членом Сельского совета. С 1920 по 1922 годы — сотрудник отдела по делам музеев и охраны памятников искусства и старины Кирилловского уездного отдела народного образования. После выхода весной 1922 года Декрета ВЦИК об изъятии церковных ценностей в фонд помощи голодающим Поволжья, вошёл в состав комиссии по изъятию в Ферапонтове в качестве представителя Главмузея. Благодаря его усилиям, вещи Ферапонтова монастыря, представляющие особое музейное значение, не были изъяты. В конце 1922 года уволен из отдела по делам музеев и охраны памятников искусства и старины по сокращению штатов.
19 января 1931 года арестован (в Цыпино). Точная дата и место смерти не известны. Называются и 1931 год, с предположением, что И. И. Бриллиантов был расстрелян в Кириллове и 1934 (например, на сайте «История образования в Новгороде Великом»).

## Первое полное описание Ферапонтово
В истории российской культуры Иван Иванович Бриллиантов наиболее известен своей книгой о Ферапонтово, являющейся, по сути, первым полным описанием Ферапонтова монастыря. Монастырь был упразднён «за ветхостью» ещё в 1798 году. К концу XIX века из-за слабости фундаментов все постройки монастыря находились под угрозой обрушения.

Сначала в журнале «Странник», в 1898 году, а затем, в следующем году, отдельной книгой, вышла работа Бриллиантова «Ферапонтов Белозерский, ныне упраздненный монастырь». По существовавшему обычаю И. И. Бриллиантов разослал свою книгу, в том числе влиятельным лицам. Она произвела большое впечатление на русский православный мир и возродила интерес к истории Ферапонтова монастыря. Сохранился отклик на книгу игуменьи Иоанно-Предтеченского Леушинского женского монастыря Череповецкого уезда Таисии, энергичной и влиятельной устроительницы женских монастырей: 
Милостивый Государь, достопочтеннейший Иван Иванович!...весьма и весьма признательна Вам за присланный мне Вами экземпляр «Описания Ферапонтовой пустыни», этот Ваш многополезный и священный труд. Прочтение его произвело на меня то впечатление, что во мне возгорелось сильное желание возобновить эту старинную св. обитель, превратив её, конечно, в женскую. Не почтите добрейший Иван Иванович, эти слова мои пустыми, как говорится, для прикрасы сказанными думаю, Вы знаете, что я не из таковых, говорю Вам серьёзно, что я даже задумывалась, как бы осуществить эту мысль. Одно только что решительно обезоружило меня, то это сознание, что неудобно же мне самой навязываться на такие дела, если бы был хоть малейший намек со стороны архиепископа, я бы не отказалась...  Пишу это Вам только для того, чтобы сообщить, какое впечатление произвела на меня Ваша книга...
Через несколько лет, в 1904 году, благодаря энергичным усилиям игуменьи Таисии, называющей себя «заведующей восстановлением Ферапонтова монастыря», монастырь был возобновлён (как женский).

И. И. Бриллиантов первым смог прочитать плохо сохранившуюся надпись на откосе северного входа ферапонтовского собора Рождества Богородицы, указывающую на мастеров (Дионисий с чадами) и даты выполнения росписей (по современному календарю с 6 августа по 8 сентября 1502 года): 
В ЛЕТО 7010 МЕСЯЦА АВГУСТА ВЪ 6 НА ПРЕОБРАЖЕНИЕ ГОСПОДА НАШЕГО ИИСУСА ХРИСТА НАЧАТА БЫСТЬ ПОТ… А ЦЕРКОВЬ + А КОНЧАНА НА 2 ЛЕТО МЕСЯЦА СЕНТЯВРЕА ВЪ 8 НА РОЖДЕСТВО ПРЕ-СВЯТЫА ВЛАДЫЧИЦА НАШЫА БОГОРОДИЦА МАРИА. ПРИ БЛАГОВЕРНОМ ВЕЛИКОМ КНЯЗЕ // ИВАНЕ ВАСИЛИЕВИЧЕ ВСЕА РУСИ ПРИ ВЕЛИКОМ КНЯЗЕ ВАСИЛИЕ ИВАНОВИЧЕ ВСЕА РУСИ И ПРИ АРХ … ХОНЕ + А ПИСЦИ ДЕОНИСИЕ ИКОННИК СЪ СВОИМИ ЧАДЫ О ВЛАДЫКО ХРИСТЕ ВСЕ ЦАРЮ ИЗБАВИ И ГОСПОДИ МУК ВЕЧНЫХ.
Труд И. И. Бриллиантова о Ферапонтовом монастыре имел и большое научное, и важное общественное значение. Он привлёк внимание к бедственному положению Ферапонтова монастыря. Во многом благодаря ему начались работы по сохранению архитектурного ансамбля монастыря и его художественных сокровищ.
В 2001 году книга И. И. Бриллиантова была выпущена в виде репринтного издания.